# Лисицкий, Лазарь Маркович
Ла́зарь Ма́ркович (Мо́рдухович) Лиси́цкий (книжную графику на идише подписывал именем Лейзер (Элиэзер) Лисицкий — אליעזר ליסיצקי, также широко известен как Эл Лисицкий и Эль Лисицкий; 10 [22] ноября 1890, Починок, Смоленская губерния, Российская империя — 30 декабря 1941[…], Москва) — советский художник и архитектор.
Один из выдающихся представителей русского и еврейского авангарда. Способствовал выходу супрематизма в архитектуру.

## Биография
Родился в семье ремесленника-предпринимателя, приписанного к долгиновским мещанам, Мордуха Залмановича (Марка Соломоновича) Лисицкого (1863—1948) и домохозяйки Сары Лейбовны Лисицкой. После переезда семьи в Витебск, где отец открыл посудную лавку, посещал частную Школу рисования Юделя Пэна.
В 1909 году окончил Александровское реальное училище в Смоленске. Учился на архитектурном факультете Высшей политехнической школы в Дармштадте, во время учёбы подрабатывал каменщиком. В 1911—1912 годах много путешествовал по Франции и Италии. В 1914 году с отличием защитил диплом в Дармштадте, однако в связи с началом Первой мировой войны был вынужден спешно вернуться на родину (через Швейцарию, Италию и Балканы).
Чтобы заниматься профессиональной деятельностью в России, в 1915 году поступил экстерном в Рижский политехнический институт, эвакуированный во время войны в Москву. В Москве в этот период жил на Большой Молчановке 28, квартира 18, и в Староконюшенном переулке 41, квартира 32. Окончил Институт 14 апреля 1918 года со званием инженер-архитектора. Диплом, выданный Лисицкому 30 мая того же года, до сих пор хранится в Госархиве России.
В 1916—1917 годах работал ассистентом в архитектурном бюро Великовского, затем у Романа Клейна. С 1916 года участвовал в работе Еврейского общества поощрения художеств, в том числе в коллективных выставках общества в 1917 и 1918 годах в Москве и в 1920 году в Киеве. Тогда же, в 1917 году занялся иллюстрацией изданных на идише книг, в том числе современных еврейских авторов и произведений для детей. С использованием традиционной еврейской народной символики создал марку для киевского издательства «Идишер фолкс-фарлаг» (еврейское народное издательство), с которым он 22 апреля 1919 года подписал контракт на иллюстрацию 11 книг для детей.
В этот же период (1916) принял участие в этнографических поездках по ряду городов и местечек белорусского Поднепровья и Литвы с целью выявления и фиксации памятников еврейской старины; результатом этой поездки явились опубликованные им в 1923 году в Берлине репродукции росписей могилёвской синагоги на Школище и сопроводительная статья на идише «װעגן דער מאָלעװער שול: זכרונות» (Воспоминания о могилёвской синагоге, журнал «Милгройм») — единственная теоретическая работа художника, посвящённая еврейскому декоративному искусству.
В 1918 году в Киеве стал одним из основателей «Култур-лиге» (идиш: лига культуры) — авангардного художественного и литературного объединения, ставившего своей целью создание нового еврейского национального искусства. В 1919 году по приглашению Марка Шагала переехал в Витебск, где преподавал в Народном художественном училище (1919—1920).
В 1917—1919 годах посвятил себя иллюстрации произведений современной еврейской литературы и в особенности детской поэзии на идише, став одним из основателей авангардного стиля в еврейской книжной иллюстрации. В отличие от тяготевшего к традиционному еврейскому искусству Шагала, с 1920 года Лисицкий под влиянием Малевича обратился к супрематизму. Именно в таком ключе выполнены более поздние книжные иллюстрации начала 1920-х годов, например к книгам периода Проуна «אַרבעה תישים»(см. фотографию, 1922), «Шифс-карта» (1922, см. фотографию), «ייִנגל-צינגל-כװאַט» (стихи Мани Лейба, 1918—1922), Равви (1922) и другим. Именно к берлинскому периоду Лисицкого относится его последняя активная работа в еврейской книжной графике (1922—1923). После возвращения в Советский Союз Лисицкий к книжной графике, в том числе еврейской, больше не обращался.
В 1919—1921 годах — один из активных деятелей возглавляемого К. Малевичем витебского УНОВИСа. Здесь Лисицкий создает свои ПРОУНы — аксонометрические изображения находящихся в равновесии различных по форме геометрических тел, то покоящихся на твердом основании, то как бы парящих в космическом пространстве. Лисицкий — учитель Лазаря Хидекеля, который после отъезда Лисицкого из Витебска возглавил архитектурную студию УНОВИСа, в которой произошел исторический переход из двухмерного супрематизма к объемному, то есть были сформулированы основы новой архитектуры и дизайна XX века.
С 1920 года выступал под артистическим именем «Эль Лисицкий». Преподавал в московском ВХУТЕМАСе (1921) и ВХУТЕИНе (с 1926); в 1920 вступил в ГИНХУК.
В мастерской Лисицкого был выполнен проект «Ленинская трибуна» (1920—1924). В 1923 году выполнил эскизы к неосуществленной постановке оперы «Победа над Солнцем».
В 1921—1925 годах жил в Германии и Швейцарии; вступил в голландскую группу «Стиль».
В 1922 году в Берлине вместе с Ильёи Эренбургом издавал журнал «Вещь», посвящённы объединению художников-авангардистов.
Был членом Объединения современных архитекторов (ОСА).
Архитектурная деятельность Лисицкого заключалась, в частности, в решении проблем вертикального зонирования городской застройки (проекты «горизонтальных небоскрёбов» для Москвы, 1923—1925).
В 1927 году под руководством Эля Лисицкого в Москве прошла Всесоюзная типографическая выставка. Одной из задач мероприятия было «представить обозревателю… пути и этапы, пройденные человечеством … в области передачи друг другу мысли посредством различных символико-графических знаков». Дизайн выставки также был разработан Лисицким.
В 1927 году создал «Кабинет абстракций» для музея в Ганновере. В то же время им был введен термин «Фотопись».
В мае 1928 года в Кёльне прошла выставка «Пресса», на которой был представлен советский павильон по эскизам Лисицкого. Это был масштабный проект с инсталляциями, стендами, кинетическими объектами и фотомонтажным фризом.
В 1930—1932 годах по проекту Эль Лисицкого была построена типография журнала «Огонёк» 55°46′38″ с. ш. 37°36′39″ в. д. (дом № 17 по 1-му Самотёчному переулку). Типография Лисицкого отличается удивительным сочетанием огромных квадратных и маленьких круглых окон. Здание в плане похоже на эскиз «горизонтального небоскрёба» Лисицкого.
Лисицкий выполнил в духе супрематизма несколько агитационных плакатов, например, «Клином красным бей белых!» (1920); разрабатывал трансформируемую и встроенную мебель в 1928—1929 годах. Он создал новые принципы выставочной экспозиции, воспринимая её как целостный организм. Отличным примером тому служит Всесоюзная полиграфическая выставка в Москве (1927 год).
Он увлекался фотографией, в частности, фотомонтажом. Одно из лучших изображений этой области — плакат для «Русской выставки» в Цюрихе (1929), где над обобщёнными архитектурными конструкциями поднимается циклопическое изображение двух голов, слитое в единое целое.
В 1937 году был опубликован фотомонтаж Эль Лисицкого, посвящённый принятию Сталинской Конституции, он представлял собой «лубочный» тематический цикл из четырёх выпусков журнала «USSR in Construction», которые исследователь Ульрих Шмид назвал иллюстрированной книгой, в этом же году вышел фотомонтаж художника «Молодые люди сравнивают старую Конституцию с новой».
Умер от туберкулёза в декабре 1941 года. Его последней работой был плакат «Давайте побольше танков». Похоронен на Донском кладбище в Москве.

## Семья
- Брат — Рувим Маркович Лисицкий (1895—1980)[42][43], майор медицинской службы, участник Великой Отечественной войны, автор научных трудов по фармацевтике, многократно переиздававшегося и переведённого на иностранные языки учебника для фармацевтических школ и училищ «Медицинское товароведение: Инструменты, аппаратура, предметы ухода за больным, перевязочные материалы, очковая оптика, натуральные минеральные воды» (1939—1956), «Справочника по готовым лекарственным формам» (с соавторами, 1962), монографии «Хранение медикаментов» (с И. И. Левинштейном, 1940, 1954).
- Жена — Софья Христиановна Лисицкая-Кюпперс[нем.] (Sophie Lissitzky-Küppers, урождённая Шнайдер; 1891—1978), галеристка, искусствовед; первым браком была замужем за искусствоведом Паулем Эрихом Кюпперсом[нем.][44]. В 1944 году как немка была с сыном выслана в Новосибирск, где жила до конца жизни.
  - Сын — Борис (Йен) Лазаревич Лисицкий (нем. Jen Lissitzky, 12 октября 1930, Москва — 22 января 2020), кинооператор, фотокорреспондент газеты «Советская Сибирь»[45], член Союза кинематографистов СССР (1961). Работал оператором на Хабаровской дальневосточной студии кинохроники (1957—1962), Казанской студии кинохроники (1962—1963), Свердловской киностудии (1963—1967) и Новосибирской студии телевидения (1967). Переехал в Германию, затем в Испанию. На средства Бориса Лисицкого в 2013 году в Испании, недалеко от города Ронда провинции Малага (Lugar Partido Rural Penacerrada 3, Ronda, Málaga), был основан православный храм; сам Лисицкий 20 января 2016 года принял монашеский постриг с именем Иоанн.

## Галерея
- Ленинская трибуна, 1920. Государственная Третьяковская галерея, Москва
- Design, 1922
- Proun, c.1922, Музей современного искусства, Нью-Йорк
- Kestnermappe Proun, Rob. Levnis and Chapman GmbH Hannover #5, 1923
- Ängstliche Litho, 1923
- Proun, 1924, Центр изобразительных искусств имени М. Т. Абрахама

## Память
- Улица Лисицкого в Москве.
- Архитектурный конкурс «Миры Эля Лисицкого» в Новосибирске.
- В основе архитектурного образа СКА Арены в Санкт-Петербурге наряду с другими узнаваемыми элементами и плакаты Эль Лисицкого[46].